# Valerij Zaikin
Valerij Zaikin (in russo Валерий Заикин?; 19 dicembre 1974) è un pentatleta russo.

## Palmarès
In carriera ha conseguito i seguenti risultati:
- Europei

Drzonków 1999: bronzo nel pentathlon moderno staffetta a squadre.